# Kollaps
Kollaps è il primo album in studio debutto del gruppo musicale tedesco Einstürzende Neubauten, pubblicato nel 1981 dalla Zickzack Records. L'album è stato ripubblicato nel 2002 insieme all'album Stahldubversions, originariamente pubblicato nel 1982.

## Brani
I brani vennero eseguiti miscelando sonorità punk con rumori industriali ottenuti da macchine costruite dai membri del gruppo, per mezzo dell'elettronica e di oggetti di varia natura come ad esempio piastre metalliche. "Jet'M" è una cover della canzone Je t'aime... moi non plu di Serge Gainsbourg. La traccia 15 di molte versioni CD dell'album è una registrazione dal vivo di "Negativ Nein" del 26 giugno 1987 al Tempodrom di Berlino.

## Tracce
1. Tanz Debil - 3:19
2. Steh auf Berlin - 3:45
3. Negativ Nein - 2:24
4. U-Haft-Muzak - 3:47
5. Draußen ist Feindlich - 0:47
6. Schmerzen Hören (Hören mit Schmerzen) - 2:32
7. Jet'm - 1:24 (Serge Gainsbourg)
8. Kollaps - 8:03
9. Sehnsucht - 1:21
10. Vorm Krieg - 0:20
11. Hirnsäge - 1:55
12. Abstieg & Zerfall - 4:28
13. Helga - 0:11
14. Schieß Euch Ins Blut - 3:06
15. Negativ Nein (live) - 4:37
16. Rohrbombe - 1:02
17. Futuristischer Dub - 1:03
18. Sado-Masodub - 3:11
19. Liebesdub - 1:29
20. Spionagedub - 2:12
21. Mikrobendub - 1:46
22. Gastarbeiterdub - 2:47
23. Rivieradub - 2:46
24. Lünebest - 1:58

## Formazione
- Blixa Bargeld - voce, chitarra, rumori
- N.U. Unruh - percussioni, voce
- F.M. Einheit - percussioni, voce